# Camus (Sarocchi)
Pour les articles homonymes, voir Camus.
Ce livre intitulé simplement Camus est un essai de Jean Sarocchi sur l'œuvre de l'écrivain Albert Camus, prix Nobel de littérature en 1957.

## Éléments biographiques
- La maladie : Il a dix-sept ans quand pour la première fois, il est frappé par la tuberculose qui va largement lui gâcher la vie. Si André Gide écrivit que « les maladies sont les voyages des pauvres », la sienne fut un très long voyage qui le conduisit par exemple dans la Haute-Loire au Panelier à côté du Chambon-sur-Lignon où le surprit la deuxième guerre mondiale, ou à plusieurs reprises dans les Alpes du sud pour s'y reposer et respirer le « bon air ».

- L'énergie vitale : Comme son personnage Mersault dans La mort heureuse, il était fait pour la bonheur, malgré tout, malgré la maladie. Il possédait, écrit-il dans la préface de L'envers et l'endroit, « une énorme énergie... et le don de jouir de soi ». 

- Son enfance à Alger : En 1948, il lançait à Emmanuel d'Astier de la Vigerie cette tirade souvent reprise : « Je n'ai pas appris la liberté dans Marx. Il est vrai : je l'ai apprise dans la misère. » Pour cette raison, et malgré les railleries de Jean-Paul Sartre, il savait que les révolutions violentes se font toujours sur le dos et avec le sang du peuple comme il le développe dans L'Homme révolté.

- La sociabilité : À tous les honneurs, à la fréquentation du Tout-Paris, il préféra toujours comme il l'écrit dans La mort heureuse « manger des épias, quelque part entre Alger et le Chenoua avec Pérez le pêcheur. » Plus tard vers la fin de sa vie, il aima la vie simple du Luberon et se retrouver avec son grand ami René Char, l'enfant du pays.

- Le sens de la solidarité : Ce solitaire qu'est tout écrivain, travailla toute sa vie en équipe, ambiance qui lui était aussi nécessaire que l'air qu'il respirait. Dans sa jeunesse tout d'abord avec le football, sport qui le passionna et qu'il pratiqua comme gardien de buts à Alger -au RUA- puis avec le théâtre toujours à Alger où il créa coup sur coup le théâtre du Travail puis le théâtre de l'Équipe (terme éminemment significatif). Après la guerre, il travailla avec Pascal Pia et les équipes de journalistes, rédacteurs, imprimeurs au journal Combat puis ce fut de nouveau la mise en scène au théâtre surtout au festival d'Angers.

## Les différentes facettes de son œuvre
- Le philosophe : Il se considérait plus comme un essayiste que comme un philosophe. Dans le tome I de ses Carnets, il note : « On ne pense que par images. Si tu veux être philosophe, écris des romans. » Ce qui en dit long sur sa position face à la philosophie. On retrouve aussi cette idée dans un commentaire qu'il porte sur La Nausée de Sartre : « Un roman n'est jamais qu'une philosophie mise en images. » (Carnets II)

- L'existence : le débat sur l'existentialisme et la place de Camus dans ce mouvement a beaucoup agité le microcosme parisien au début des années cinquante. Camus s'est toujours défendu d'y appartenir, surtout après leur rupture, les propos fielleux de Sartre et de Janson à son égard. Cependant, certains critiques dont l'auteur soutiennent que ses thèmes de prédilection hérités de son maître Jean Grenier (absurde et sens de l'indifférence, défiance à l'égard des systèmes et de l'Histoire, du scepticisme...) sont assez proches des idées de l'existentialisme. 

- Le moraliste : Jean Sarocchi dit qu'on pourrait lui appliquer l'apophtegme de Rivarol : « Ce qui n'est pas clair n'est pas français » et Camus a lui-même repris cette formule de Stendhal « si je ne suis pas clair, tout mon monde est anéanti. » Il utilise un style simple, coulé, participant parfois d'un grand lyrisme fait de métaphores audacieuses comme dans plusieurs nouvelles de Noces ou de L'Été où les raisons deviennent symboles. Par sa morale, il est un redoutable polémiste qui se joue à dénoncer les pensées toutes faites et frelatées qu'il décèle du premier coup d'œil.

- Le lyrique : 
- Le secret : Marcel Blanchot dans un article publié par la NRF en mars 1960, nous invite à préserver son œuvre « pour que ne se fige pas en évidence le sens secret qui lui est propre ». Son lyrisme dans Tipasa par exemple et aussi une façon de se préserver, de reporter sur l'exaltation de la nature un poids trop lourd à porter qui, en d'autres occasions, l'empêcheront d'écrire, de nous livrer avec un sens extraordinaire du raccourci et de la métaphore des bribes de son intimité comme dans La Chute ou dans une petite nouvelle au titre symptomatique L'Énigme.
- La nostalgie : C'est « la marque de l'humain [...] chaque révolte est nostalgie d'innocence » écrit-il et il retournera vers son enfance pour se retrouver, dans la nouvelle Retour à Tipasa où il revient sur cette terre chérie au pied du Chenoua mais en hiver cette fois-ci, loin du soleil écrasant qui exalte les senteurs de la première nouvelle de Noces ou de son dernier roman Le Premier Homme où il revient sur les traces de sa naissance à la recherche de son père.
- La répétition : Ce n'est pas un thème explicite chez Camus mais on la retrouve parfois dans Retour à Tipasa qui fait écho à une nouvelle précédente mais aussi dans une autre nouvelle comme La mer au plus près où pour lui les journées sont toutes semblables comme le bonheur.
- Les noces : Dans ce recueil qui compte parmi ses plus beaux accents lyriques, il sent qu'il va lui falloir aller au-delà des apparences, de cette vision enthousiasmante et qu'il va rencontrer ensuite ces accents de nostalgie qui reviennent dans son œuvre comme autant de répétitions.

- La mère : S'il est un thème cher à Camus, c'est bien celui-là qui court dans toute son œuvre de ses tout débuts avec L'Envers et l'Endroit jusqu'à son dernier ouvrage Le Premier Homme où sa mère est de plus en plus présente. Elle est plus forte que tout, comme il l'a laissé entendre à Stockholm, et ses silences sont plus lourds pour Camus que le bruit de son succès, de son prix Nobel, des polémiques et des combats qu'il a menés.
C'est cette réplique dont il est question ci-dessus, « je crois à la justice mais je défendrai ma mère avant la justice », souvent tronquée et mal interprétée, qui définit sa vision de la justice. Pour lui, si l'on dédaigne ce lien sacré, si l'on fait fi de la famille, la justice elle-même est en péril. « Être pur, c'est retrouver cette patrie de l'âme où devient sensible la parenté du sang » écrit-il dans noces. D'où une certaine aversion pour les villes, les grandes villes surtout, ce Paris sale et lugubre qu'il nous décrit, y arrivant par un temps exécrable, ou d'autres villes comme Saint-Étienne et Lyon où il se mariera pendant la guerre avant de repartir pour Oran ou bien sûr Amsterdam qu'il choisira comme théâtre pour La Chute.
Comme en contrepoint, les îles et même les ports ont sa préférence, peut-être parce qu'il est amoureux de la Grèce et de ses chapelets d'îles et d'îlots, Peut-être parce qu'il garde la nostalgie d'Alger et de ses plages qui seront fatales à Meursault.